# Vladislav Nikolaevič Golovin
Vladislav Nikolaevič Golovin (in russo Владислав Николаевич Головин?; nome di battaglia "Струна", "Struna"; Kirov, 20 maggio 1997) è un militare russo, Eroe della Federazione Russa.
Dopo aver frequentato la scuola militare ed essere diventato ufficiale inferiore nella fanteria di marina russa, ha partecipato dall'inizio alla guerra su larga scala tra Russia e Ucraina a partire dal febbraio 2022. Si è distinto soprattutto nella lunga e sanguinosa battaglia di Mariupol', dove ha guidato un plotone dell'810ª Brigata fanteria di marina delle guardie dimostrando capacità e coraggio nei combattimenti in prima linea.
Golovin è stato conosciuto dall'opinione pubblica russa grazie ad una campagna pubblicitaria della propaganda che ha esaltato con filmati e reportage l'azione dell'ufficiale, inizialmente identificato solo con il suo nome in codice "Struna" (lett. "Corda"), e dei suoi uomini a Mariupol'. Dopo la fine della battaglia Golovin è rimasto gravemente ferito per l'esplosione di una mina, perdendo un piede e parte della gamba.
Promosso capitano, ha ricevuto il 21 ottobre 2022 la decorazione suprema di Eroe della Federazione Russa, ed è rimasto in servizio nonostante la menomazione, assumendo nel dicembre 2024 l'incarico di responsabile centrale della Junarmija, il movimento giovanile dedicato all'addestramento premilitare dei giovani russi.